# Julio Cárdenas
Julio César Cárdenas Morales (Matanzas, 4 settembre 2000) è un pallavolista cubano, schiacciatore del Cizre.

## Carriera

### Club
La carriera di Julio Cárdenas inizia nei tornei amatoriali cubani, giocando per il Matanzas. Nella stagione 2019-20 approda nella Liga Argentina de Voleibol, dove difende i colori dell'Obras Sanitarias, mentre nella stagione seguente approda per un biennio al Tourcoing, nella Ligue A francese. 
Nel campionato 2022-23 viene ingaggiato dalla Sir Safety Perugia, nella Superlega italiana, con cui vince la Supercoppa italiana e il campionato mondiale per club, mentre nel campionato seguente si trasferisce al Padova, sempre nella massima divisione italiana, terminando tuttavia l'annata in Efeler Ligi, dove indossa la casacca del Cizre.

### Nazionale
Fa parte delle selezioni giovanili cubane, in particolare con l'Under-19 conquista la medaglia d'oro al campionato nordamericano 2016 e partecipa al campionato mondiale 2017, chiuso al sedicesimo posto; mentre con l'Under-21 si aggiudica invece la medaglia d'oro prima al campionato nordamericano 2018 e poi alla Coppa panamericana 2019, venendo insignito del premio come miglior schiacciatore in entrambi i tornei, e partecipa al campionato mondiale 2019, che i caraibici terminano al decimo posto.
Nel 2020 debutta in nazionale maggiore in occasione delle qualificazioni nordamericane ai Giochi della XXXII Olimpiade, chiuse al secondo posto. Due anni dopo si aggiudica la medaglia d'oro alla NORCECA Final Four 2022, alla NORCECA Final Six 2022, alla Volleyball Challenger Cup 2022 e alla Coppa panamericana 2022.

## Palmarès

### Club
- Supercoppa italiana: 1

2022
- Campionato mondiale per club: 1

2022

### Nazionale (competizioni minori)
- Campionato nordamericano under 19 2016
- Campionato nordamericano under 21 2018
- Coppa panamericana under 21 2019
- NORCECA Final Four 2022
- NORCECA Final Six 2022
- Volleyball Challenger Cup 2022
- Coppa panamericana 2022

### Premi individuali
- 2018 - Campionato nordamericano under 21: Miglior schiacciatore
- 2019 - Coppa panamericana under 21: Miglior schiacciatore